# Jens Koefoed (læge)
 For alternative betydninger, se Jens Koefoed (flertydig). (Se også artikler, som begynder med Jens Koefoed)
Jens Koefoed (6. juli 1766 i Clemensker Sogn på Bornholm – 18. juni 1821 på Aldershaab ved Aalborg) var en dansk læge, søn af sognepræst Jørgen Koefoed.
Først undervist i Hjemmet dimitteredes han 1783 fra Frederiksborg Skole, tog 1790 den medicinske
Embedsexamen og erholdt endnu s. A. Doktorgraden, fungerede i
1791 som omrejsende kongl. Læge i Christianssands Stift for at
undersøge Radesygen og Medicinalindretningerne og nedsatte sig
1792 som praktiserende Læge i Præstø. 1794 udnævntes han til
Stiftsfysikus i Viborg, 1802 til at beklæde samme Embedsstilling i
Aalborg. 1808 blev han Justitsraad, 1813 Etatsraad. 1821
døde han af Nervefeber. Han var skattet som en virksom, deltagende og heldig Læge. En større
Bogsamling skjænkede han til Aalborg Stiftsbibliothek.